# Cathédrale Saints-Pierre-et-Paul de Parakou
Pour les articles homonymes, voir Cathédrale Saints-Pierre-et-Paul.

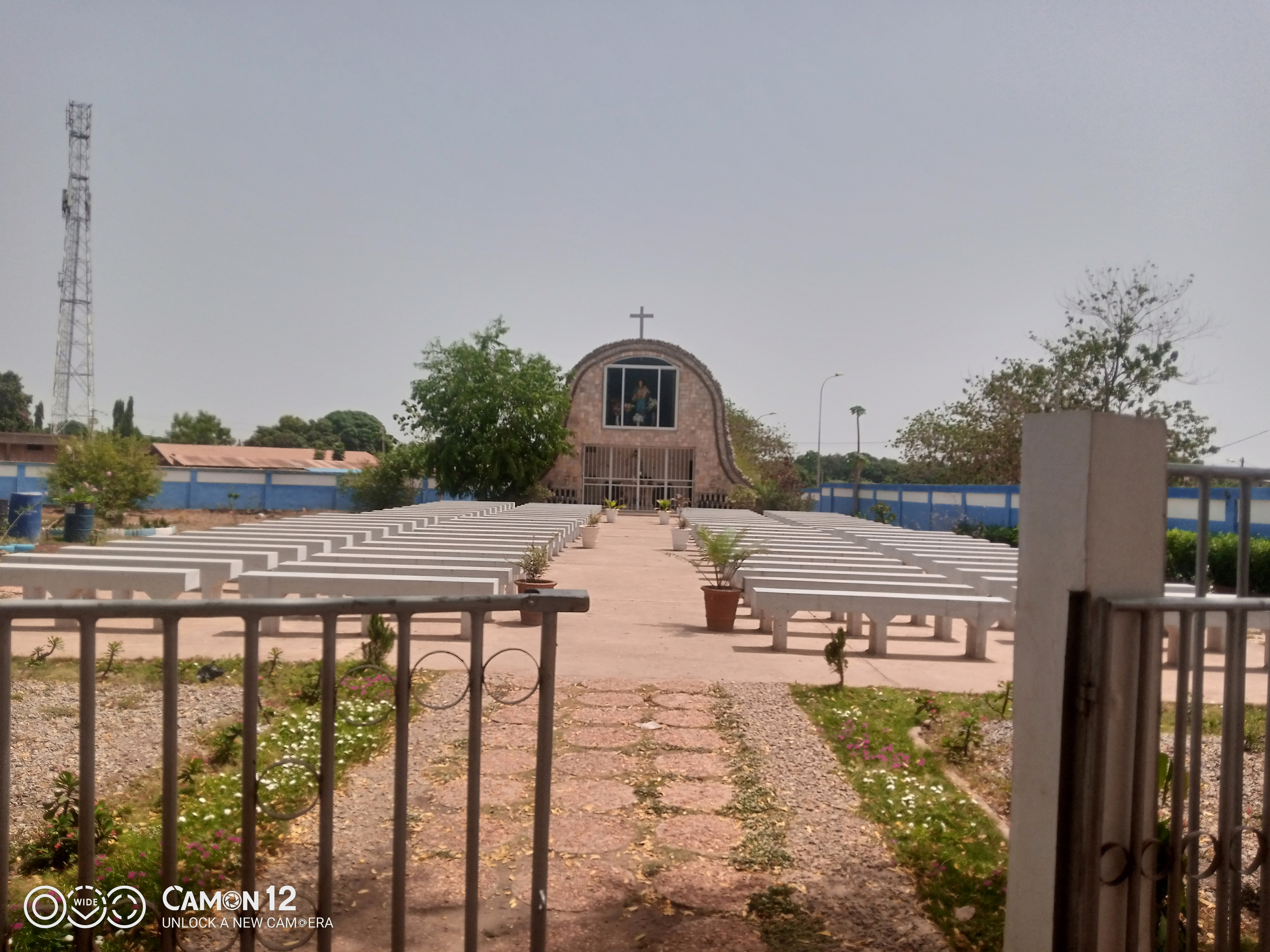
Cathédrale Saints-Pierre-et-Paul de Parakou

La cathédrale Saints-Pierre-et-Paul est la cathédrale de l'archidiocèse de Parakou au  Bénin. Située à Parakou, elle est dédiée aux apôtres Pierre et Paul.

## Histoire
Les missionnaires de la Société des missions africaines, sous la direction du père Lieutaud avec le père Roger Barthélémy originaires de France, érigent leur mission de Parakou en paroisse en 1944. Ils y bâtissent sous les directives du père Désiré Cuq une grande église qui est bénie le 4 mai 1958 par Mgr Louis Parisot et consacrée le 1er juillet 1990 par Mgr Nestor Assogba. Elle est recouverte de pierres locales. Des vitraux dépeignent la vie des deux apôtres.
L'église est élevée au rang de cathédrale en 1964, lorsque le diocèse de Parakou est érigé. Ce dernier devient archidiocèse en 1997.